# Baixamar
La baixamar en el moviment de la marea és el nivell mínim de l'aigua de la mar. La diferències entre dues baixamars és de 12 hores i 25 minuts.

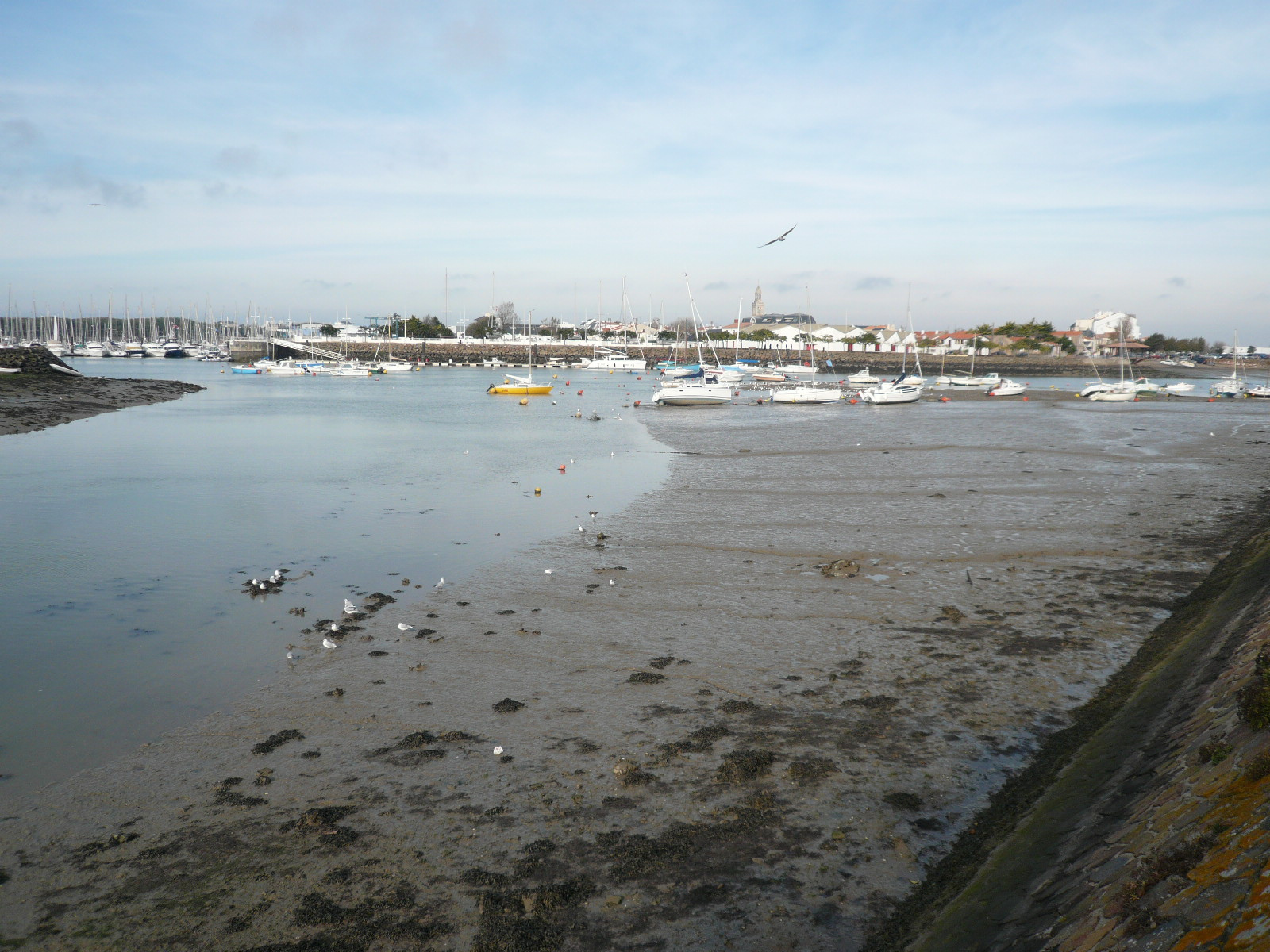
Port esportiu de Saint-Gilles-Croix-de-Vie (França) a baixamar

Al Mediterrani la diferència de nivell entre la baixamar i la plenamar té un màxim de 30 centímetres i és quasi imperceptible, però pot atènyer fins fins a divuit metres a certes costes de l'oceà Atlàntic, amb canvis del paisatge espectaculars i la creació de biòtops particulars. Les baixamars de més amplitud, causades per una constel·lació particular de la lluna, el sol i el vent són anomenades marees mortes.